# Erkki Tuomioja
Erkki Sakari Tuomioja, né le 1er juillet 1946 à Helsinki, est un homme politique finlandais, membre du Parti social-démocrate de Finlande (SDP) et ministre des Affaires étrangères du 22 juin 2011 au 29 mai 2015.

## Biographie

### Formation et vie professionnelle
Sergent-chef de l'armée de réserve, il est diplômé en sciences économiques de l'École supérieure de commerce de Helsinki en 1974, puis passe avec succès sa licence de sciences politiques en 1980. Il obtient un doctorat en 1996, à l'université d'Helsinki.
De 1967 à 1969, il travaille en tant que journaliste à la télévision. Dans les années 1970, Tuomioja était président du comité des cents (fi) et rédacteur en chef du magazine Ydin de 1977 à 1991.
Six ans plus tard, il obtient un poste de professeur d'histoire politique à l'université d'Helsinki.

### Carrière politique

#### Les débuts
Il est élu député de la circonscription d'Helsinki à la Diète nationale en mars 1970, à seulement 23 ans. Il siège jusqu'en mars 1979, lorsqu'il est nommée adjoint au maire d'Helsinki. Il fait son retour au Parlement douze ans plus tard, en mars 1991.

#### Ascension
Il est alors désigné vice-président du groupe parlementaire SDP, dans l'opposition. Reconduit à ce poste après les élections de mars 1995, qui marquent le retour des sociaux-démocrates au pouvoir, il est promu à la présidence du groupe en novembre 1996. À la suite des élections de mars 1999, le Premier ministre Paavo Lipponen le nomme ministre du Commerce et de l'Industrie le 15 avril.

#### Chef de la diplomatie
Toutefois, à l'occasion du remaniement ministériel du 25 février 2000, Erkki Tumioja est choisi pour remplacer Tarja Halonen, élue présidente de la République, en tant que ministre des Affaires étrangères. Il est maintenu en poste quand la libérale Anneli Jäätteenmäki accède au pouvoir, le 17 avril 2003, puisque quand Matti Vanhanen prend, le 24 juin suivant, la direction du gouvernement.
Il tente, en juin 2005, de se faire élire président du SDP en remplacement de Lipponen, mais c'est le dauphin de ce dernier, Eero Heinäluoma, qui l'emporte. Contraint de sortir du gouvernement le 18 avril 2007 avec l'échec du parti aux élections parlementaires, il échoue de nouveau à en prendre la présidence en juin 2008, contre la jeune députée Jutta Urpilainen.
Finalement, le 22 juin 2011, les sociaux-démocrates reviennent au gouvernement, sous la direction du conservateur Jyrki Katainen. À cette occasion, Erkki Tuomioja retrouve ses anciennes fonctions de chef de la diplomatie, qu'il conserve par la suite jusqu'en mai 2015 dans le gouvernement d'Alexander Stubb.

### Vie privée
Il est le fils de l'ambassadeur Sakari Tuomioja et de Vappu Wuolijoki. Marié en 1979 à Marja-Helena Rajala, licenciée en économie et journaliste, il n'a pas d'enfants.